# Уколица
Уко́лица — село в Ульяновском районе Калужской области. Входит в сельское поселение «Село Заречье».
В 2020 году селу присвоено почётное звание Калужской области «Рубеж воинской доблести»
Село входит в перечень населённых пунктов, находящихся в границах зон радиоактивного загрязнения вследствие катастрофы на Чернобыльской АЭС, согласно постановлению Правительства РФ от 18.12.1997 № 1582.

## Топонимика
Слово «Уколица» трактует словарем, как околица, край. Можно предположить, что происхождение названия населённого пункта, являлось пограничным пунктом (засекой, частью засечной черты) Укола можно рассматривать, как пограничный столб. Возможно, после смерти Василия II, первый калужский (русский) князь Симеон, которому достались в удел, вместе с прочими территориями, Козельский уезд и организовал в этих местах порубежье с оттеснённого на Запад в конце XV — начале XVI веков Великого княжества Литовского.

## История
С XII—XIII веках территория на которой располагается село, входила в состав Черниговского княжества.
В XIV веке входила в состав земель мордвы, слабо подчинённых Москве и граничивших c запада и юга с Великим княжеством Литовским, с востока с Золотой ордой, позднее с Великим княжеством Рязанским.

### Владельцы поместья
- Боярин Годунов Иван Васильевич
- Боярин, князь Шуйский, Иван Иванович Пуговка

Стан Руцкой. За помещики. № 1. За боярином за князем Иваном Ивановичем Шуйским в поместье, что было в 7104 году (от рождения Адама, сотворения мира по Первобытному Брюсову календарю (1595 год нашей эры) дано в поместье боярину Ивану Васильевичу Годунову, 7140 году было в поместье за ним же за боярином за князем Иваном Ивановичем Шуйским, село Уколица на речке Уколица, а в селе церковь соборна… на Предотечи, да предел Великого Чудотворца, древна клецки, а в церкви образы, свечи, и книги, и ризы, а в церкви (в.) поп Кирило Семенов, (в.) понамарь Юрка Васильев, (в.) просфорница Марина Тимофеева дочь; пашни паханые церковные 8 четв., да перелогом 5 четв., да лесом поросло 7 четв.; и обоего пашни паханыя и перелогом и лесом поросло 20 четв. в поле, а в. п.; сена по конец поле ставиться 30 к.; да в селе же на поместной земле крестьян: (в.) Ивашко Денисов, с сыном с Васкою, да с племянником с Васкою Меркуловым, (в.) Якутка Дмитриев, с сыном с Емелькою, (в.) Васка да Кондрашка, Ивлевы, (в.) Ортюшка Дмитриев, с племянником, с Самошкой Михайловым, (в.) Федка да Ивко Денисовы, а у Федки сын Ефремко, а у Ивка зять Савка Иванов, (в.)…
— Белевская библиотека, издаваемая Николаем Елагиным. Собрание древних памятников об истории Белева и Белевского уезда. Том 1. М: Типография В. Готье, 1858, с. 396.
- Князь Трубецкой, Николай Иванович
- Дворянин Муханов, Владимир Алексеевич (1805—1866), его сёстры — Елизавета Алексеевна (1808—1881); Прасковья Алексеевна (1811—1895)[К 1][7]

Через село протекает три ручья. Название их со временем менялось. Уколица, Ручи (Рула) и Пажинка, позже Глубаче (1859). Современные названия: Сорочка, Уколка, Безымянный.

### Период Российской империи
В XIX веке село входило в Козельский уезд Калужской губернии. Поставщик сырья для изготовления пенька для Плохинского пенькозавода. Волокно активно скупалось купцами непосредственно у крестьян села.
На территории села располагалась церковь Иоанна Предтечи в Уколице (православная). Обиходные названия: Иоаннопредтеченская церковь; Предтеченская церковь; Ивановская церковь.
В 1890 году возведена взамен прежней, на средства госпожи Мухановой (помещица) и прихожан. Деревянная трёхпрестольная церковь с колокольней с приделами (Никольский и Алексеевский).
В ходе Отечественной войны 1812 года село являлось крупным поставщиком людских резервов по мобилизации в воинские подразделения калужского народного ополчения в состав пяти пеших полков, одного конного казачьего полка, одного егерского батальона (разнарядка столичная на губернию), из расчёта помещик должны будут представить по пять ратников в возрасте от 17 до 50 лет с каждой сотни бывших у хозяина душ. В церкви села и на народном собрании зачитано воззвание калужского губернатора Павла Никитовича Каверина ко всем сословиям с призывом вступать в ополчение. Село участвовало в сборе стрелкового и холодного оружия, седел, конской упряжи и повозок, фуража, продовольствия и имущества для нужд армии. Организован был сбор денег и вещей от сельских жителей. В феврале-марте 1812 года собранные деньги для нужд армии направлялись в Козельск. Жертвовались сапоги, лапти, чулки, рукавицы, рубашки и полушубки. С марта начался сбор лошадей и рогатого скота. В октябре в селе была учреждена ночная стража. Каждый житель села должен был, запасаясь оружием, охранять село от бродяг и подозрительных людей. Из крестьян выставлялись пикеты, вооружённые пиками и косами, а также высылались конные разъезды. Для исключения мародёрства для действий сообща, был определено место сбора населения возле церкви по набату колоколов. В те месяца село принимало беженцев из других населённых пунктов, объятых огнём войны, в том числе и из Москвы.
Численность села на 1860 год — 742 жителя. Дворов — 205. Усадебной земли — 229,0 десятин, пахотной — 1905,0. Сенокос — 344,5. Выпас — общий.
С 1861 года до 1920-х годов являлось волостным центром и одним из крупнейших сёл уезда.
Уколицкая волость входила в состав:
- второго стана Козельского уезда с квартирой стана в с. Дудино Дубинской волости, почт адр. ст. Дудино[10];
- первого участка земского начальника Калужской губернии. Местожительство: д. Ягодное, Бетовской волости. Адрес для корреспонденции: г. Болхов, Орловской губернии[11].

В 1900 году в состав села входило Усох, Радча, Пажань, Лужань и имело 306 дворов.
Вокруг села преобладающая почва — суглинок. Чернозём присутствует на незначительных территориях. Почва плодородная, так как традиционно считались самыми высокоурожайными юго-восточные уезды — Козельский и Лихвинский. Однако природно-климатические условия малопригодны для сельского хозяйства. Иногда собственного хлеба не хватало до нового урожая. По той причине существовал сельскохозяйственный промысел — уход женщин «плешек» на сельскохозяйственные работы в другие губернии. В женские артели входили и старухи и подростки 15—16 лет, нередко болеющие «от насады». Тяжесть всех полевых работ с мая по октябрь, начиная с пахоты и кончая молотьбой и веянием, приводили к частым болезням.
Из таблицы замечательных сел и деревень по народонаселению. Приложение 10. «С. Уколицы. Число душ обоего пола — 1564. Кому принадлежат — г. Муханова».
В 1889 году вводиться должность — агроном, для агрономической помощи населению на местах. Обязанности агронома регламентируются инструкциями, которые принимаются губернскими, а позже и уездными земствами. Это введение многопольного севооборота и травосеяния, как прогрессивных методов в земледелии, налаживание деятельности сельскохозяйственных складов. Одной из значительных земских акций становиться оказание помощи уездным земствам в учреждении сельхозскладов путём выдачи ссуд из губернских сумм на 3 года без процентов. В этот период произошёл переход от дореформенной вспашки сохой к более культурной и лёгкой работе плугом. Популярны в тот период были одноконные плуги Липгарта, молотилки, веялки, бороны, льномялки Деллера. Стали практиковать для истощённых почв монокультурами посев клевера (тимофеевки), содержащие азотистые вещества, необходимые для обогащения почвы, а также пелюшка (песчаный горошек). Стал применяться малоизвестный турнепс, кормовая морковь для улучшения питания рогатого скота. Ботву моркови силосовали для корма коровам, чтобы молоко приобретало специфический вкус и запах. Положительную оценку у крестьян начинает встречать применение земской агрономией минеральных удобрений (томасшлака и фосфорита) для повышения урожайности.
В 1909 году в селе после агитации земского агронома Ф. Ф. Василевского открылось сельскохозяйственное общество и при нём склад орудий и машин. Он же предложил открыть кредитное товарищество. Одна из главных задач общества распространение улучшенных приёмов обработки земли и способов посева. Участковый агроном систематически проводит лекции в селе.
Сельскохозяйственное общество в с. Уколицах Уколицкой волости: предс. свящ. Иоанн Ефремов, товарищ крест. Евстратов Дан. Леон., секретарь крест. Алексеев Федр. Дан., казначей крест. Евремов Спет. Ив.
В 1910 году в уезде создается сеть сортировочно-прокатных пунктов по прокату зерноочистительных машин «Триумф № 2» и «Триер Гейда» для улучшения посевного материала.
В 1913 году в уезде создаются кредитные кооперативы. Начата подготовка земской кассы мелкого кредита, однако начавшаяся война поменяла эти планы. Средства, выделенные на эти цели, были перераспределены «на нужды семей раненых и запасных».
По состоянию на 1913 год в селе располагалось почтовое отделение. Начальник отделения Столяров Федор Андреевич.
На 1913 год — 2640 жителей.
Община христиан-баптистов евангелического исповедания в Уколицах. Председатель совета — Гапеев Матвей Никонович, священник Холин Тимофей Яковлевич.
Село приписано к третьему призывному участку по воинской повинности, который располагался в с. Кирейково Уколицкой волости. В этом селе располагалось сельское начальное двухклассное М. Н. П. училище (почт. адр. ст. Уколицы). Учитель-заведующий — Медведев Иван Александрович, законоучитель священник — Иоанн Ефремов, учители: Борисов Прокофий Сергеевич и Фролочкин Сергей Яковлевич.
В 1914 году в сельской школе создан попечительский совет из местных крестьян. Организация отопления, освещения, снабжения горячими завтраками, введёнными с 1912 года, первоначально во время Рождественского и Великого постов. Утверждены специальные должности заведующего школьным хозяйством и заведующего внешкольным образованием.
Село отслуживал земской врач, который «знаком с нравами и обычаями здешних крестьян, хорошо знает местную медицинскую флору…».
На 1915 год в селе существовало кредитное товарищество. Председатель: свящ. Иоанн Ефремов. Количество членов на 1916—635.

### Советский период
После принятия в 1918 Декрета об отделении церкви от государства и школы от церкви, сельская церковь постепенно прекратила свою деятельность после отчуждении церковной собственности в пользу государства (национализация) в 1920-е годы. Окончательно разрушена в годы ВОВ.
На 1930 год село насчитывало 540 дворов. Размещался сельсовет, почта. В 1930-х — 1940-х годах в селе основаны четыре колхоза: «Красный Усох», «ОГПУ», «2-я пятилетка», «РКК». В колхозах выращивали картофель, свеклу, лен, кукурузу, зерно, развивалось животноводство.

#### В годы Великой Отечественной войны

##### Уколица
Село подвергалось оккупации немецко-фашистскими войсками и входило в состав Рейхскомиссариата Московии.
1941 
Октябрь
На 12.10.1941 группы полковника Аргунова занимали следующее положение: а) 173 сд (составе двух сп с 11 орудиями) — рубеж Слободка, Дворы, Уколицы. Штадив — Сорокино…
1942
Январь
Фрагмент статьи:

В ночь на 6-е января 1942 дивизия по приказу командования передала свой участок обороны соседям и походными колоннами двинулась вдоль фронта на север. Шла в трёх-четырёх километрах от переднего края противника. Обойдя Белёв с севера, она повернула на юго-запад, а затем строго на юг. Уничтожая небольшие группы прикрытия фашистов, казахстанцы прошли через Чернышёво, Сорокино, Уколицу, Песчанку и Нагую
.
- Извлечение из оперативной сводки № 215 главного командования сухопутных войск Вермахта (Штаб-квартира 16.01.1942 г. 2.20. Генеральный штаб. 4-й обер-квартирмейстер. Отдел по изучению иностранных армий Востока (II)1 а № 00203/42 секретно.

Б. Группа армий «Центр»:… 2) В частности: 2-я танковая армия Перед фронтом 2-й армии противник, по-видимому, продолжает подтягивать подкрепление с востока в направлении г. Белев и к участку прорыва юго-западнее Белова. На восточном фронте подтянуто пополнение (137 сд) и, по показаниям военнопленных и местных жителей, подтвердилось перемещение частей 356-й стрелковой дивизии на север. В первой половине дня 16 января установлено сильное движение противника (транспорта) с юго-востока и востока на Белев, юго-западнее Белева, западнее нп Паком обнаружен 1 полк, совершающий марш в юго-западном направлении. В ходе нашей атаки противник (части 350 сд) отошёл в направлении района Уколицы.
- Извлечение из оперативной сводки № 220 главного командования сухопутных войск Вермахта (Штаб-квартира 21.01.1942 г. 2.25

Генеральный штаб. 4-й обер-квартирмейстер. Отдел по изучению иностранных армий Востока (II)1 а № 00267/42 секретно
Б. Группа армий «Центр»:…1) Общая обстановка: Южнее нп Уколицы части противника просочились через фронт. 2) В частности: 2-я танковая армия… В 12 час. авиаразведка обнаружила северо-западнее г. Белев крупное скопление в районе Дракун и сильное санное движение отсюда через Чернышино — Уколицы на Ульянове. Части 350 сд неизвестной численности южнее нп Уколицы прорвались на юг до нп Швянова. Так как по донесению в районе Уколицы располагается штаб 61-й армии, здесь можно ожидать нового наступления. Донесение агента и показания пленных подтверждают, что 387 сд, по крайней мере, её части, перебрасывается в район юго-восточнее нп Уколицы.
В боях под Уколицей в январе 1942 года,пропали без вести воины из села Никольское Сорочинского района Оренбургской области .
Вечная Слава и Память Героям!
Апрель

 Выселяли жителей Уколицы в 24 часа.— Из воспоминаний участника ВОВ Кузьмы Яковлевича Наякшина
.
Август
Фрагмент статьи «Журнал боевых действий 68-й тбр за август 1942 г.» с сайта «Танковый фронт»:

4.8.42. В ночь с 3 на 4.8.42 на основании приказа заместителя командующего 61 А по танковым войскам № 01 68 тбр вышла в новый район и сосредоточились: штабриг — Озеренский, первый танковый батальон — овраги, что севернее и северо-восточнее выс. 250,2, второй танковый батальон — Госьково, имея задачу подготовить противотанковую засаду, как для ведения огня с места, так и для контрудара в направлениях: Маровка, Уколицы и Госьково, выс. 254,7 — не допустить прорыва противника на дорогу Госьково, Сорокино… В 4.30 11.8.42 свыше 40 самолётов противника начали бомбить передний край и глубину обороны в районах: Дудоровский, Уколицы, Касьяново, Мызин, Госьково, Брежнево, Киреевское, Белев, в дальнейшем воздействие авиации противника на наши боевые порядки и пути подхода резервов продолжалось целый день

.
1943
Июль
В ходе Орловской стратегической наступательной операции («Операция Кутузов») село освобождено.
Фрагмент из книги А. Н. Ефимов «Над полем боя». М.: Воениздат,1976

13 июля нашему полку было приказано нанести удар по отступающему противнику на болховском направлении, уничтожить его танки и живую силу в посёлках Сорокино, Уколицы, Кирейково. Истребители прикрытия выделялись от 172-го истребительного авиационного полка. Они должны были встретить нас над аэродромом Зубово. Первая группа штурмовиков, которую повел капитан Селиванов, пошла на цель с большим эскортом из восьми истребителей. А вторую нашу четверку никто не сопровождал. «Кому густо, а кому пусто!» — иронизировал наш ведущий капитан Малинкин. В штабе путают, а мы отдувайся. Что ж, пойдем без прикрытия! Мы продолжали полёт. По дорогам тянулись отставшие повозки с поклажей, брели небольшие группы гитлеровцев. Обгоняя их, мчались автомашины. Все это были неподходящие цели, на них не стоило тратить боеприпасы. Но возле посёлка Сорокино фашисты успели занять оборону. Они даже подготовили для своей пехоты траншеи полного профиля. На огневые позиции встали танки и самоходки. Для них тоже были подготовлены глубокие обвалования. Только башни танков с длинными стволами пушек да хоботы самоходок виднелись над землёй. Чуть подальше в глубине обороны расположились огневые позиции двух тяжёлых миномётных батарей. Вдоль дороги тоже поспешно окапывались орудийные расчёты гитлеровцев. Мы пролетели дальше на запад, а потом капитан Малинкин сделал разворот и с ходу пошёл в атаку на танки и самоходки противника. Ведомые точно повторили действия ведущего и вслед за ним сбросили бомбы на огневые позиции гитлеровцев. Через визир прицела мне отчётливо было видно, как горят фашистские бронированные коробки. «Цель накрыта!» — доложил сержант Добров, наблюдавший за взрывами наших ПТАБов.

Фрагмент статьи «Продолжались бои на Курской дуге» с сайта «Помни войну»:

К утру 15 июля на левом фланге армии 36-й гвардейский корпус занял Сорокино. Немцы пытались закрепиться в населённом пункте Уколицы, но в это время вторые эшелоны, введённые из-за правого фланга наших наступающих частей, обошли лесами Уколицы и внезапно атаковали противника с юга, одновременно перерезав дорогу Уколицы—Кирейково. Пехота, наступавшая от Сорокина, нанесла удар на Уколицы с запада и севера-запада. В результате напряжённого боя, длившегося вечер и всю ночь на 16 июля, наши части очистили Уколицы от противника

.
Фрагмент книги Пшеничного П. П. «Дневник ополченца: Хроника военных событий Великой Отечественной войны 1941—1945 гг.»

15 июля. К 4 часам сосредоточились на опушке леса, что северо-западнее дер. Уколицы. Тишина. Вдруг к нам двигается машина. Открываем по ней массированный огонь. Машина остановилась. Взят в плен обервахмистр Волтер. Полтора часа он не говорил о местонахождении НП и батареи, наконец, сказал. Он ранен в двух местах, ему оказали помощь. В 6 часов противник нас обнаружил, открыл убийственный артиллерийский обстрел переднего края и нашего КП. Несем тяжёлые потери, но почему-то бездействуем. Здесь мы потеряли до 10 человек командного состава. Во второй половине дня приказано сняться и двинуться к дер. Сорокино. Противник пустил самоходную пушку и ею оборонял две деревни. Сжег 6 наших танков, но в последнюю минуту наш термитный снаряд покончил и с пушкой и с её расчётом.
16 июля. В 3 часа входим в дер. Сорокино, а тем временем враг очистил дер. Уколица. Всюду трупы убитых, много раненых. Мы несем большие потери.
18 июля. Получили приказ начать усиленный марш в направлении города Волхов. На десятом километре пути встретили сопротивление. Вместе с тов. Шимуком попали в огневой мешок. Выбрались. Целый день ведем бой за деревню. Вторично попал в мешок артогня. Выбрался. Несем тяжёлые потери. Деревню не взяли. Двигаемся к райцентру Знаменка.

.

В 2 часа ночи 14 июля в районе Мимогонова наша разведка обнаружила 30—40 танков и пехоту противника. Захваченный разведчиками пленный из 52-го мотополка 18-й танковой дивизии показал, что в Сорокино и Уколицы прибыла 20-я танковая дивизия и что совместно с частями 18-й танковой дивизии она будет контратаковать наши войска. То же самое сказал и другой пленный — связист 25-й моторизованной дивизии. Разведка отметила также подход артиллерии, в том числе крупных калибров. Стало ясно, что готовится контрудар во фланг нашей армии. Мы предупредили войска о замысле противника, выдвинули на угрожаемый участок противотанковый резерв — истребительно-противотанковый полк…
— И. Х. Баграмян. Так шли мы к победе. М.: Воениздат, 1977, с. 83

На левом фланге армии 5-я гвардейская стрелковая дивизия полковника Н. Л. Солдатова, введенная в бой 15 июля на участке 36-го гвардейского корпуса, совершив обходный манёвр с юга, при содействии 84-й гвардейской дивизии освободила деревню Уколицы. При этом был наголову разгромлен 112-й полк 25-й моторизованной дивизии немцев. Продолжая наступление, соединения корпуса во взаимодействии с правофланговыми частями 61-й армии после ожесточенных боев к утру 17 июля овладели крупным узлом обороны противника селом Кирейково и захватили богатые трофеи. Гитлеровцы потеряли выгодные для обороны позиции, понесли большие потери и стали отходить к Болхову. Теперь и левый фланг нашей армии был достаточно обеспечен. Все усилия можно было сосредоточить на главном, болховском направлении…
— И. Х. Баграмян. Так шли мы к победе. М.: Воениздат, 1977, с. 87
Фрагмент биографии Героя Советского Союза Титова Н. П. (предоставлено Валерием Воробьёвым)

12 июля 1943 года после мощной артподготовки полк Титова начал наступление и в этот же день прорвал глубоко эшелонированную оборону гитлеровцев. 36-й гвардейский стрелковый корпус генерала А. С. Ксенофонтова, в который входила 5-я гвардейская стрелковая дивизия, а вместе с ней и полк Титова, наступал на самом левом фланге 11-й гвардейской армии на Болховском направлении. Уже на следующий день, 13 июля, полк Титова вышел к реке Вытебеть и овладел переправой через неё в районе села Дурнево. Последующие 2 дня наступая вдоль этой реки, его бойцы ворвались в посёлок Ягодное, полностью очистив его от противника. Развив наступление на юго-восток, полк Титова участвовал в освобождении десятков населённых пунктов Калужской и Орловской областей, в том числе сёл Сорокино, Уколица, Кирейки, Сурьянино. Разгромив часть войск 211-й пехотной и 5-й танковой дивизий и выйдя на дорогу Болхов — Хотынец в районе Сурьянино, полк Титова способствовал овладению войсками 61-й армии 29 июля 1943 года городом Болхов. При этом при отражении контратак противника на этой дороге бойцами полка было уничтожено 28 танков, 8 самоходных орудий и 9 бронемашин. За успешное управление войсками при прорыве обороны противника на Орловской дуге гвардии майор Титов был награждён орденом Отечественной войны 2-й степени…

- Из оперативной сводки № 198 (871) Генерального штаба Красной Армии на 08:00 16.07.1943 г.

Части армии и исходу 15.07 продвинулись в глубину обороны противника до 45 км, …, продолжая вести бои за Моилово — Кцынь — Уколицы.
- Из оперативной сводки № 198 (870) Генерального штаба Красной Армии на 08:00 17.07.1943 г.

11 гв. армия, отбивая контратаки пехоты и танков противника, продолжала наступление, овладев опорными пунктами Хатьково, Ляцы, Кудеяр, Ленинский, Крутицы, Медведки (17 км зап. г. Бохов), Городок, Новоселки, Ногая, Песоченка, Уколицы.

##### Ивановка
Прискакал гонец из Уколицкого сельсовета и сообщил о начале войны. На следующий день ушла первая партия призывников, том числе и мой 37 летний отец. За годы ВОВ в Ивановке уцелело 4 двора из 120. Первую зиму войны население села скрывалось в подвале колхозного картофелехранилища. Отдельные немцы снимали с местного населения теплые вещи, особенно валенки и одевали на себя. Бои за село проходили кровопролитные. Село переходило из рук в руки. Много трупов советских, немецких солдат и животных. Отличился неизвестный советский солдат-пулемётчик, оставленный для прикрытия отходящих подразделений. Замучен и расчленен немцами на глазах у жителей. В 3-х км от села кратковременно располагалась огневая позиция «Катюши», которая вела огонь по укрывшему в селе немецкому гарнизону. Местное население не пострадало. Позднее немцы отобрали часть населения и отправлено по этапу на работы в Германию…
— Из воспоминаний уроженки села Анны Федоровны Железновой
.

25—31.01.1942. 18 раз атаковали деревню Ивановка, а взять не смогли. Артогня у нас мало.
— Из воспоминаний участника ВОВ Кузьмы Яковлевича Наякшина
.

##### Список военнослужащих, участвовавших в освобождении села в годы Великой Отечественной войны
- Шиян, Павел Прохорович, полковник в отставке, уроженец села Богословка Карасукского района Новосибирской области (ранее относилась к Алтайскому краю), 1914 г. р., участник Парада Победы. 15 июля 1943 в боях при освобождении села заместитель командира 2-го стрелкового батальона 1287 сп 110 сд капитан Шиян был тяжело ранен. Проходил лечение в госпитале города Абакан в течение 7 месяцев.
- Толкачёв, Василий Андреевич[35]. (1922—1944),  с 27.08.1943, гвардия лейтенант, командир роты 12 гв. сп, 5 гв. сд, 11 гв. армии, ЗФ. В бою за село Уколица 16 июля 1943 рота в рукопашной схватке уничтожила 45 фашистов, из них 8 лично уничтожил командир роты в траншеях противника. Продолжая продвижения, рота освободило село. В общей сложности лично Толкачёв подбил две автомашины и уничтожил 20 фашистов[36].
- Попов, Степан Данилович (1907—1943), уроженец д. Погорелка, красноармеец, беспартийный, стрелок 247 СП, убит в бою 15.07.1943 года в районе дер. Уколица Ульяновского района Калужской области[37].
- Васильев, Павел Федорович (1914 — 22.08.1942) (НБЗ). Штурмовая авиации. Лётчик 724 шап. Командир звена. Мл. лейтенант. Не вернулся с боевого задания из района Уколицы, Ивановка (30 км юго-зап. Белев)[38].
- Боталов, Иван Александрович (1895 — 15.08.1942). Рядовой. Призван в 1941. Погиб с. Уколица[39].

#### Послевоенный период
В 1970-х годах из-за сокращения численности населения действующие шесть колхозов объединили в один колхоз «Им. Жданова», куда вошли населённые пункты Песоченка, Ивановка, Уколица.
Колхоз имел 10 животноводческих ферм, 2 магазина (хозяйственный и продовольственный), клуб, больницу, столовую, детский сад, средную школу, интернат, почту, сельсовет. Численность населения — около 1000 человек.
В конце 90 годов колхоз «Им. Жданова» был переименован в КДСП «Лесные поляны».

## Население
| 2002 | 2010 |
| ---- | ---- |
| 174  | ↘120 |

## Инфраструктура
Состоит из пяти частей: Пожань, Лужань, Усох, Персия и Захаровка.
Имеется дом культуры, библиотека, средняя школа, продовольственный магазин.
На территории села располагается административное здание районного лесничества.
В 2003 году колхоз ликвидирован.
Агрокомплекс «Уколица» располагает агропромышленной базой (около 1000 гектаров земли). Направленность деятельности: растениеводство, животноводство, рыбоводство, охота, полувольное содержание диких животных. Имеется зарыбленный пруд площадью 9,80 Га (рыбопромысловый участок № 248), охотничьи угодья. Агротуризм. Создаются условия для работы автокемперов.
Добраться до села можно по асфальтированной дороги по маршруту: Козельск — Ульяново — Сорокино, далее до указателя «Ульяновское лесничество» и направо по бетонной дороге 3 км. Через село Сорокино дороги нет.
Лес вокруг села постепенно вытесняют пахотные поля, ввиду отсутствия их обработки. Местами труднопроходимый, прореживание молодого леса не проводилось. Преобладает лиственный лес, реже смешанный лес.
Лес богат грибами (белый, подосиновик, подберёзовик, маслёнок, опенок, лисичка, свинушка), земляника лесная.

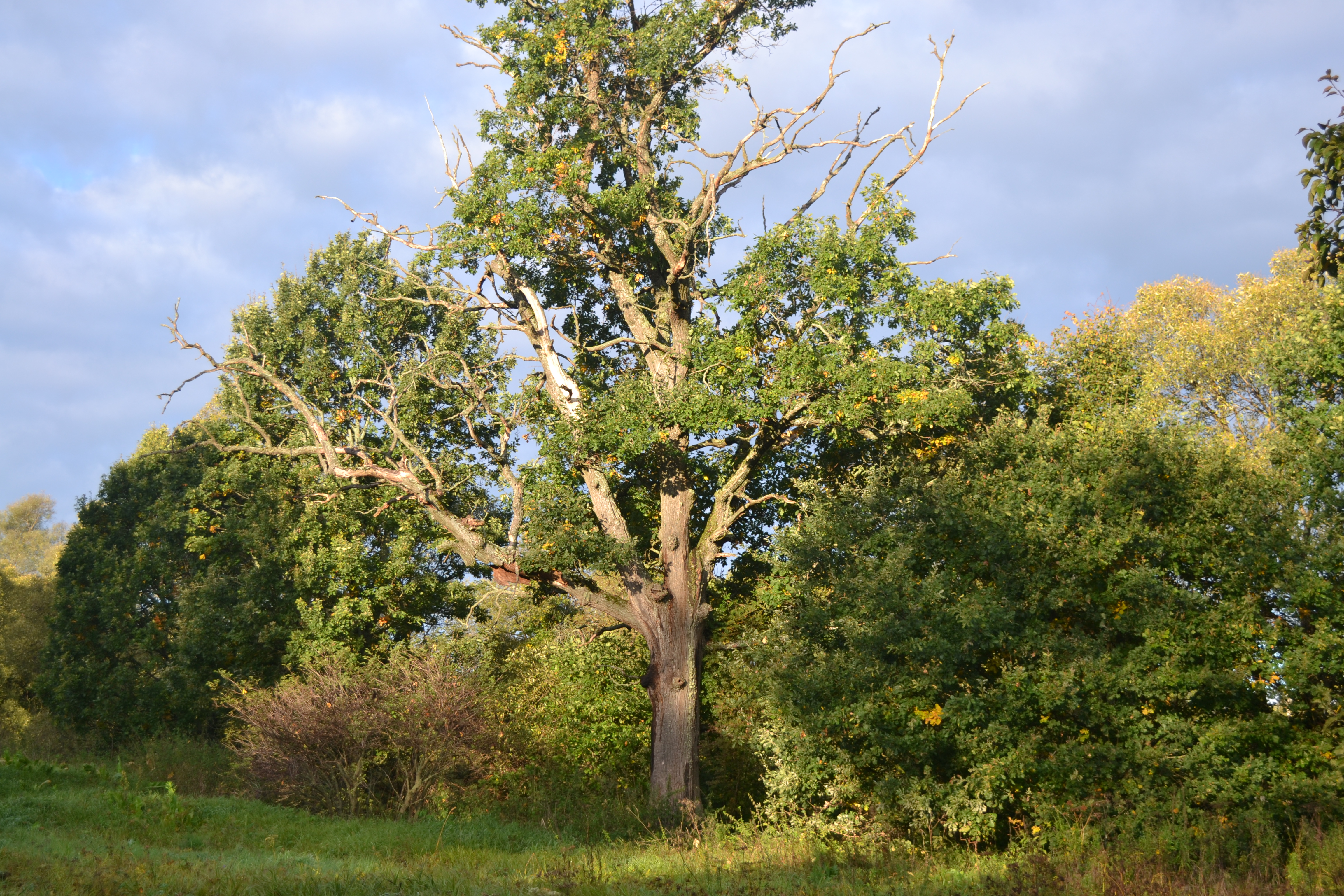
Территория заброшенных домов села
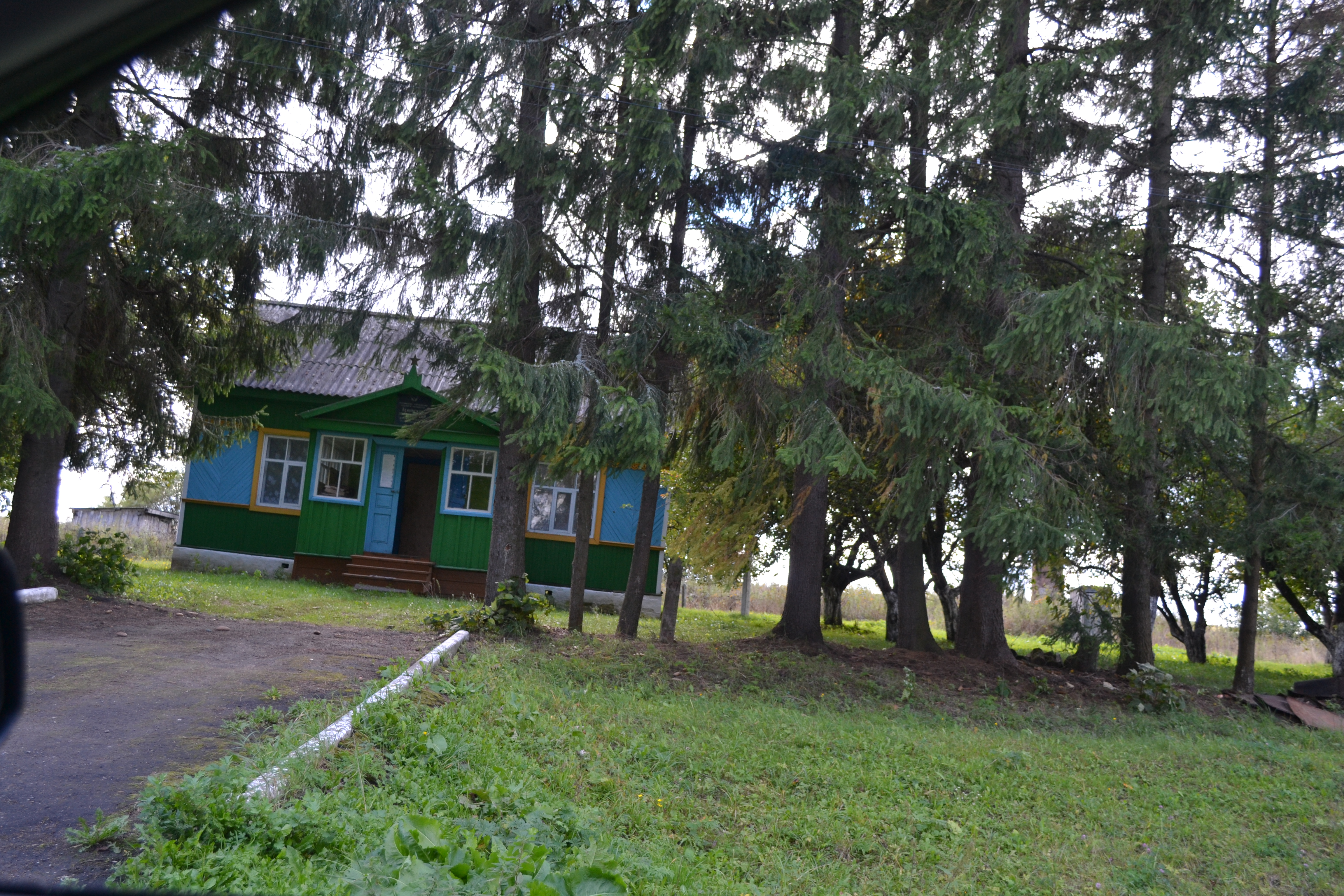
Здание лесничества Ульяновского района
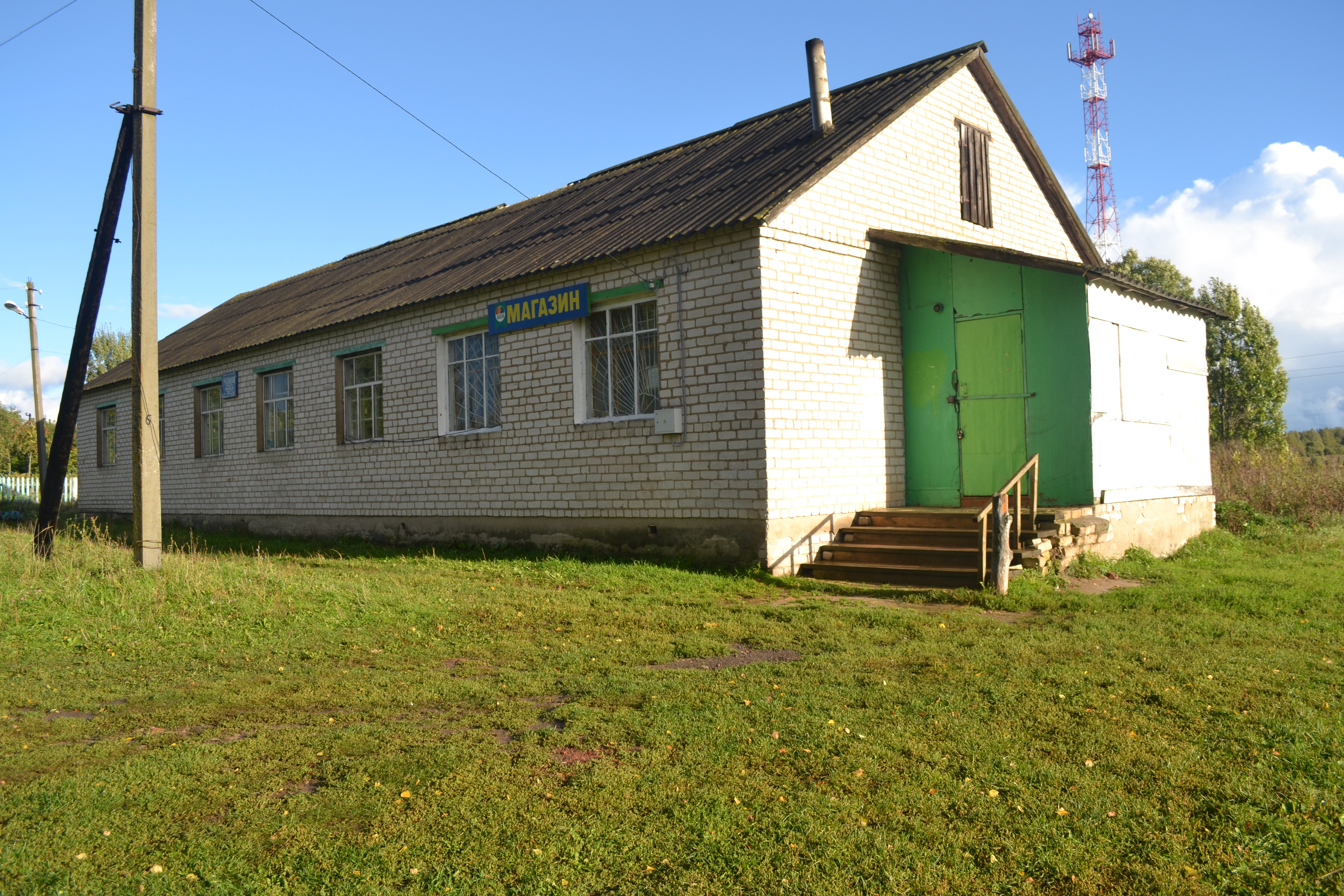
Дом культуры и магазин
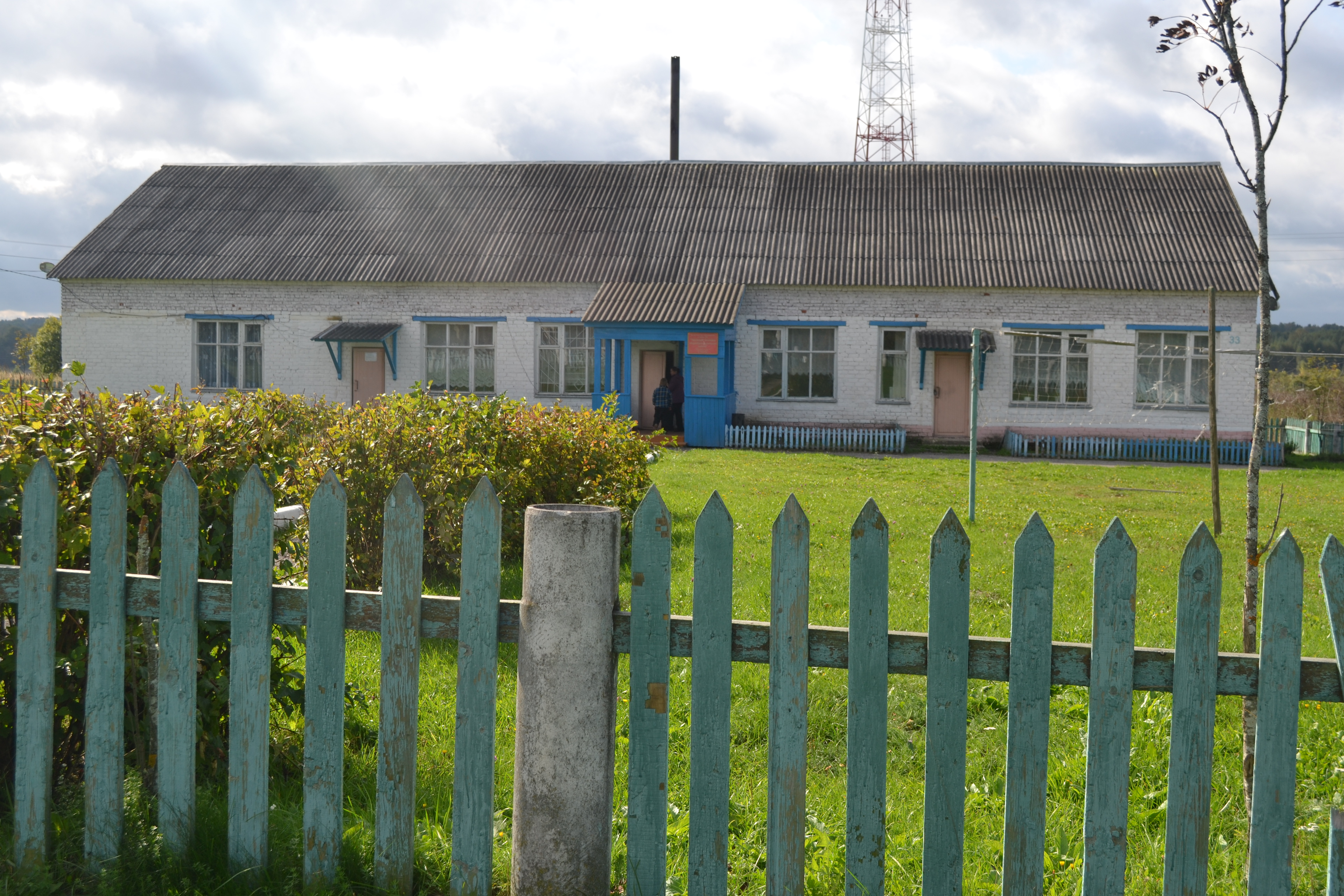
Средняя школа
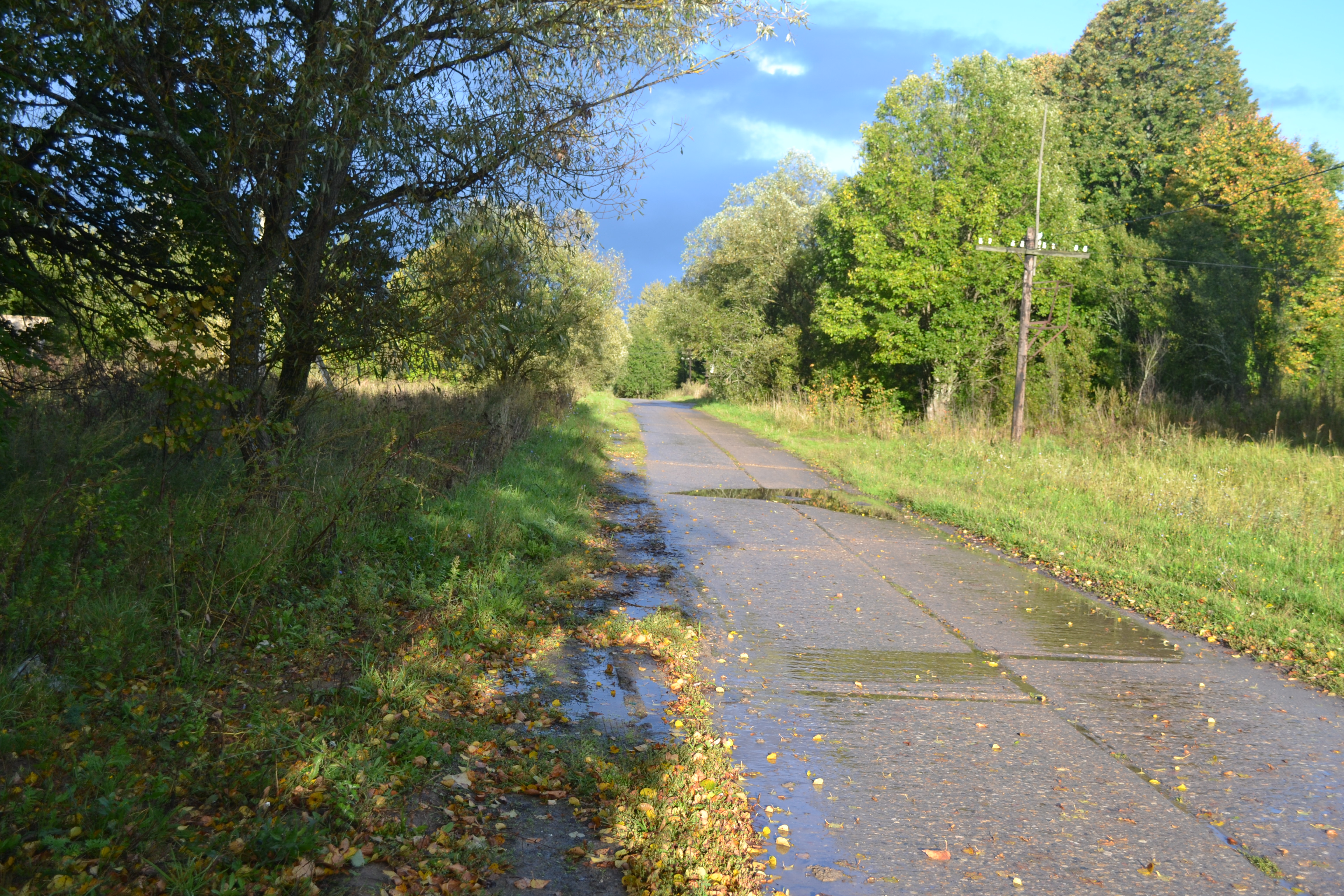
Улица села
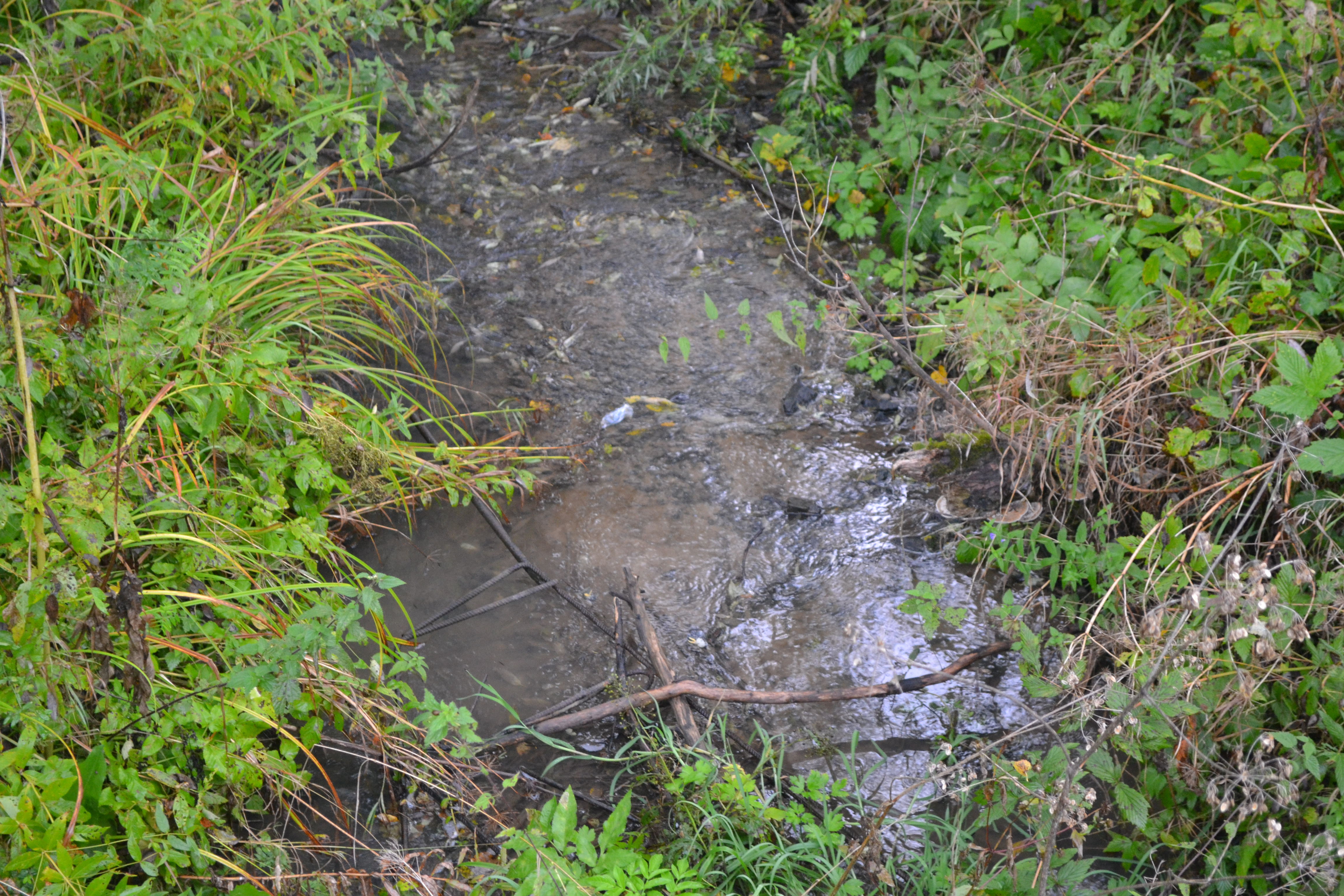
Приток Сорочки
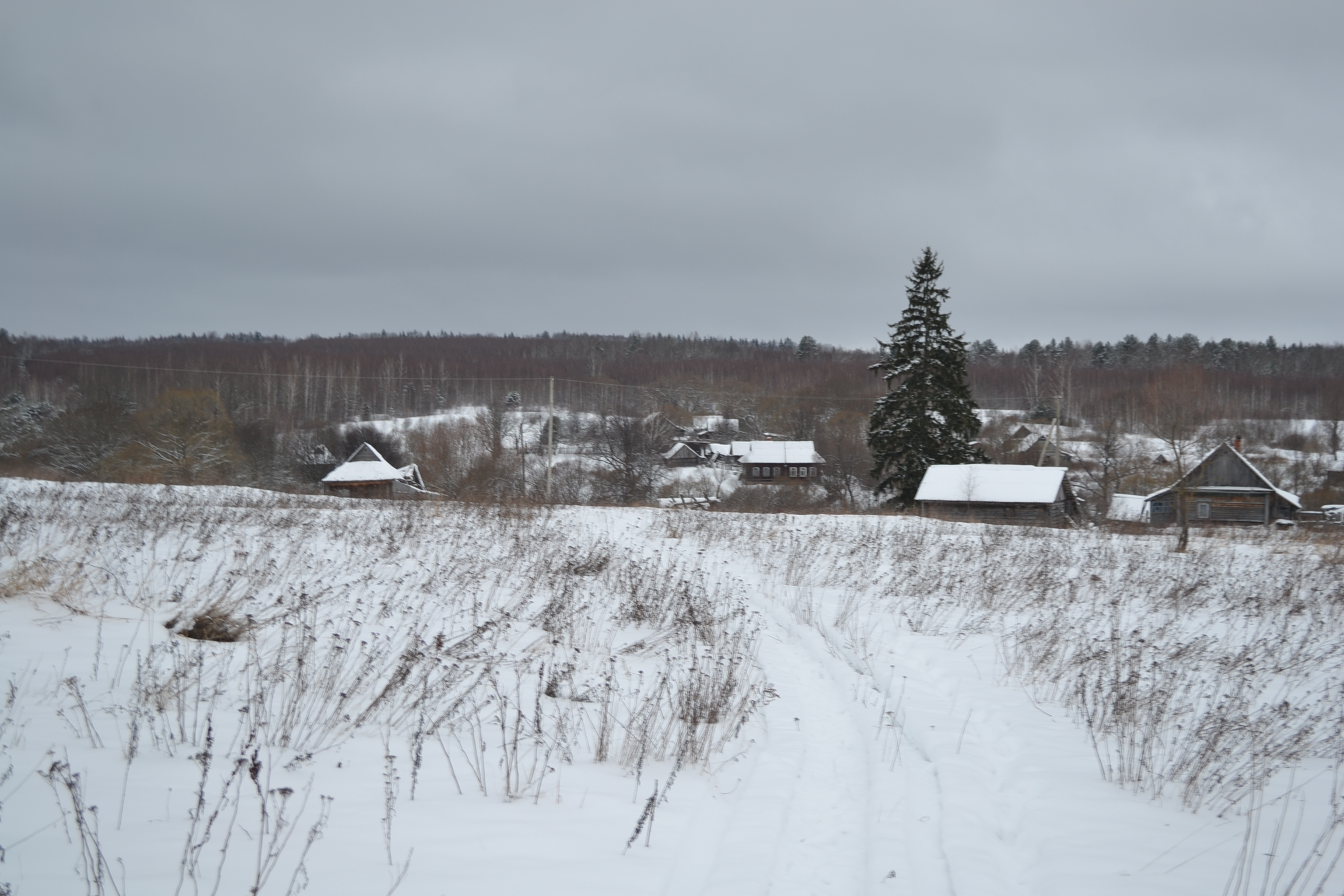
Село зимой
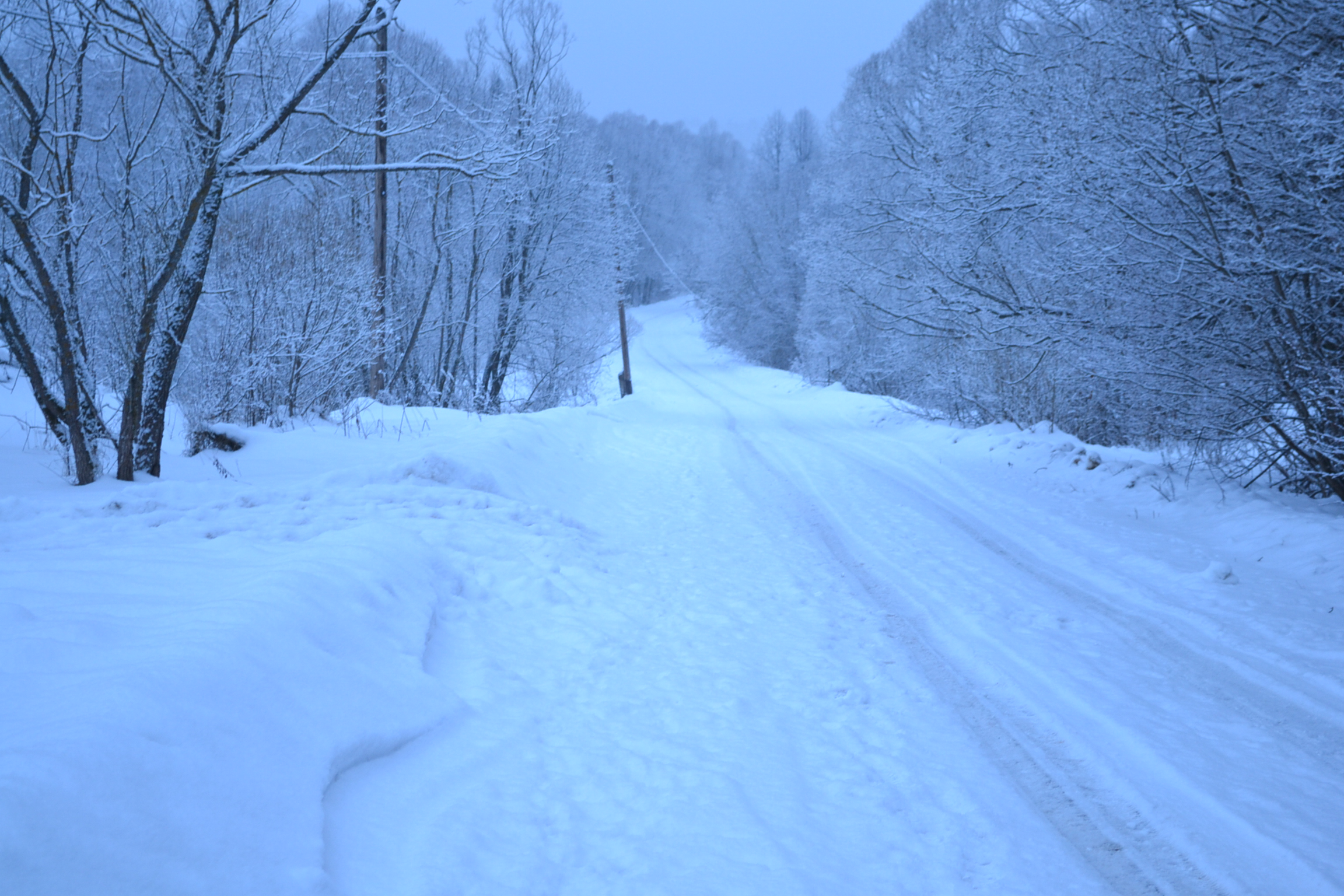
Рождественское утро
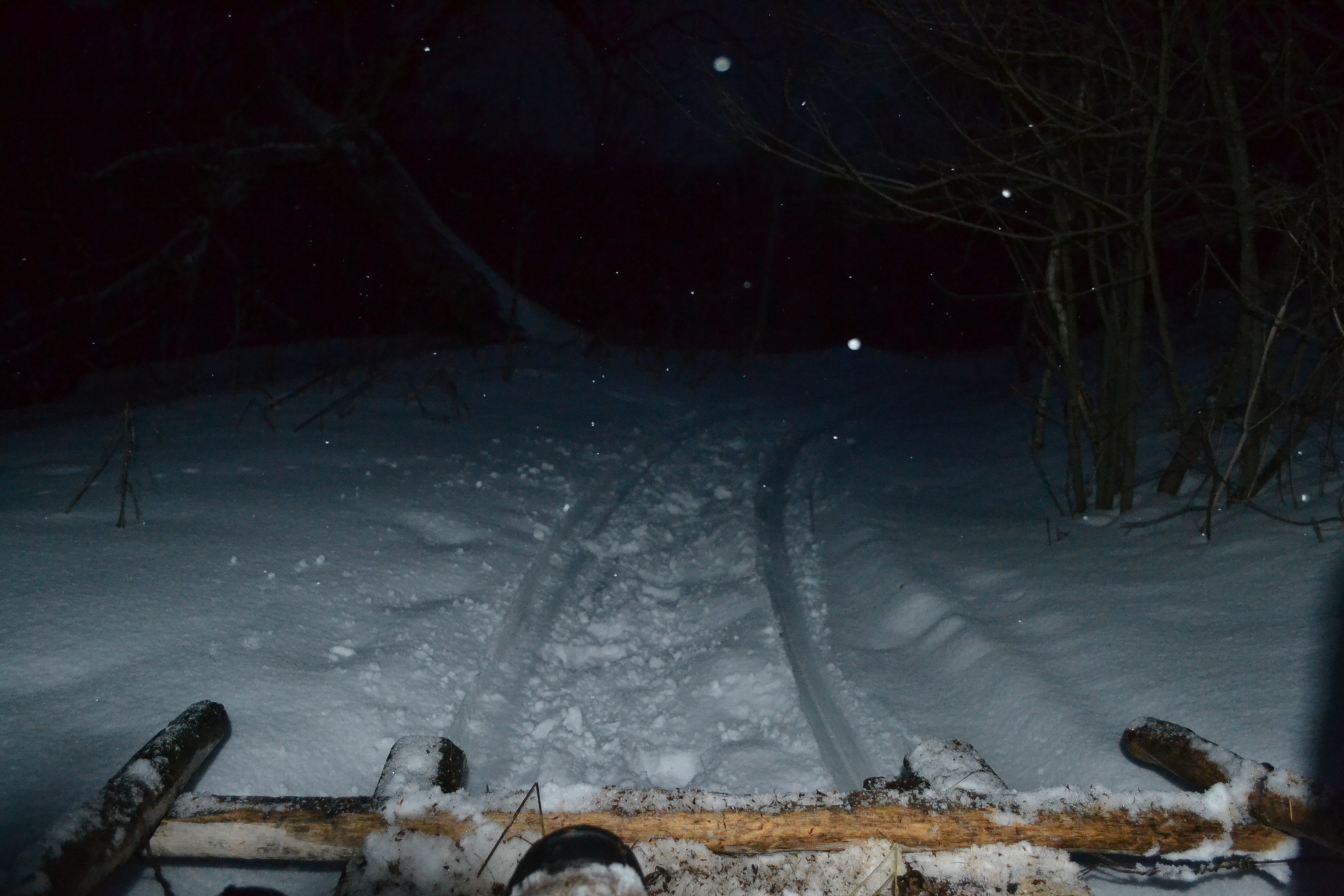
Перед Рождеством

## Спортивные мероприятия
В окрестностях села в середине июля 2011 проведен Первый всероссийский слёт ATV-клубов под названием «Рев моторов» при поддержке Администрации Калужской области. В течение недели спортивного праздника проведена презентация ATV-трофи и внедорожной техники, показательные выступления по автозвуку, заезды на мотоциклах класса «эндуро», участники слёта пообщались, послушать выступления приглашённых на фестиваль музыкантов, приняли участие в мотор-шоу и соревнованиях по джип-триалу. Проведена образовательная программа с чтением лекций и семинаров по автотуризму. Организован автотур в «Оптину пустынь» и экскурсия в государственный природный заповедник «Калужские засеки».

## Геральдический знак села
Официально не утвержден. Автор проекта герба села Уколицы Горолевич И. Е.. Исполнитель прорисовки в электронном виде В. Загоруйко. Описание: «В зелёном поле три золотые „триколоса“ в два ряда 2.1 в виде опрокинутого стропила».
Герб символизирует то, что жители сих мест издревле занимались земледелием и через то надежду и достаток имели. «„Триколос“ — три колоса: пшеничный, ячменный и ржаной перевязаны в пучок в виде геральдической лилии».

## Памятники
- Рядом с сельским кладбищем расположена братская могила советских воинов, погибших в годы Великой Отечественной войны и перенесённых с других воинских захоронений района.
- Необустроенное массовое захоронение погибших немецких военнослужащих.

## Обычаи населения
Венки на Троицу плели, но в воду никогда не бросали. Носили на кладбище, украшали кресты на могилах. Поступают так и сейчас, хотя чаще ставят просто веточки.

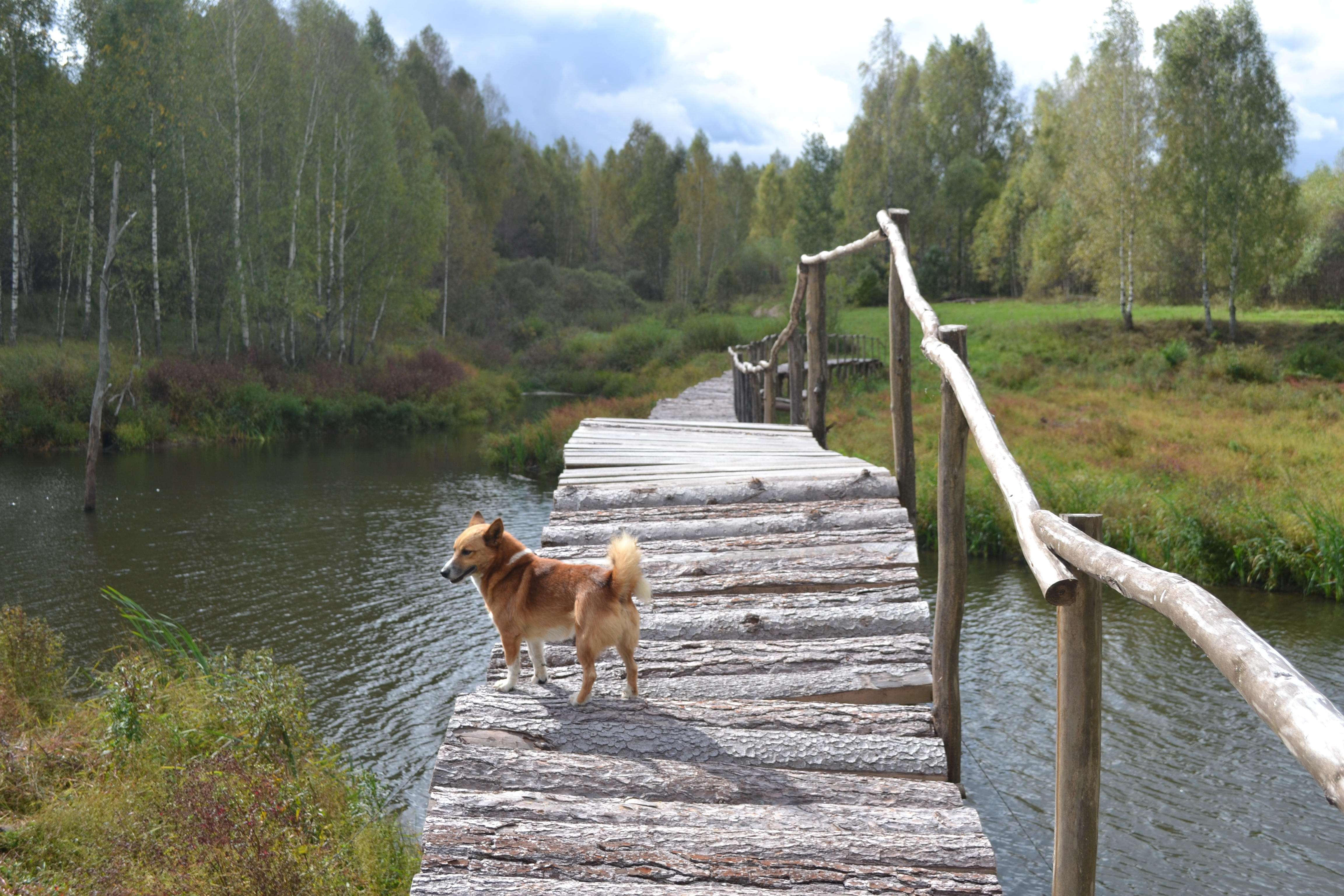
Мостик через пруд
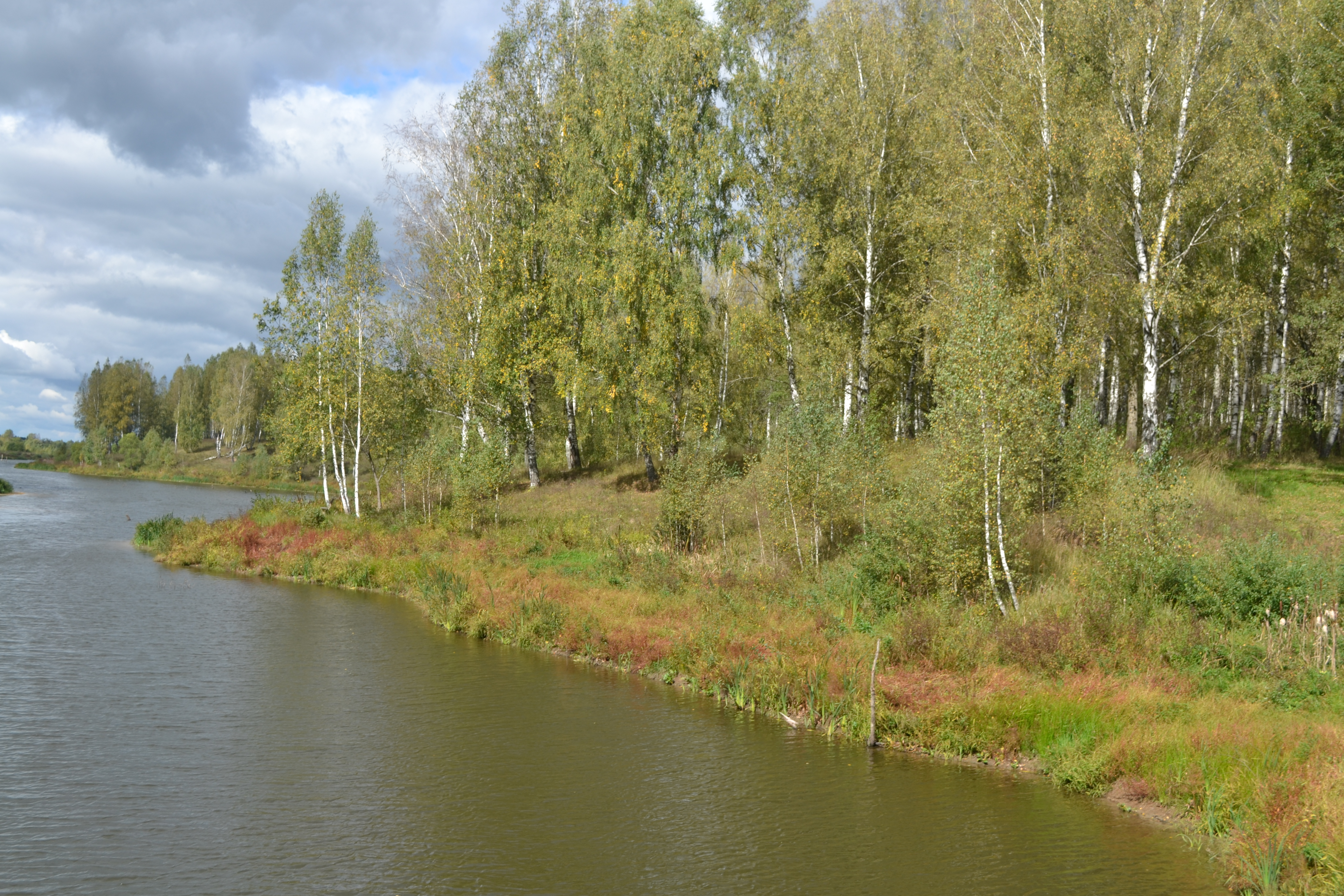
Пруд у села